# 岐南町議会
岐南町議会（ぎなんちょうぎかい）は、岐阜県岐南町に設置されている地方議会である。

## 概要
- 定数：10人
- 任期：2021年9月25日 - 2025年9月24日
- 選挙区：町全体を1選挙区とする大選挙区制（単記非移譲式）
- 議長：櫻井明
- 副議長：三宅祐司

## 沿革
2021年
- 9月7日 - 岐南町議会議員選挙告示。立候補を届け出た者が10人だったため、無投票で全員当選した。

2023年
- 5月28日 - 文春オンラインが、小島英雄町長が複数の女性職員に対しセクハラを繰り返している疑いがあることを報じた。文春が女性職員の証言をもとに小島に問い合わせると、小島は「（職員の服装が）いやらしいもんでさあ。そういう服を着てくるなって職員には言っとるの。本当に胸元なんか見たことない」と弁解した[1]。
- 6月1日 - 町議会6月定例会が開会。町は、補正予算案で、第三者委員会の設置と調査を依頼する3人の弁護士への報酬など740万円を計上した[2]。
- 6月22日 - 議事日程が終了した直後、渡邉憲司が小島への辞職勧告決議案を議会に提出した。「自治体の長でありながら、『嫌なら嫌とはっきり言ってもらえればよかった』というセクハラ行為を受けた相手に非があるかのような発言を繰り返ししていることは、公務の信頼性を著しく失墜させる行為だ」と本会議で述べた。同決議案は後藤友紀議長を除いた9人中7人の賛成多数で可決された[3][4][5]。

- 9月22日 - 岩田晴義から小島への不信任決議案が提出された。採決の結果、議長を含む議員10人中賛成7、反対3と賛成が可決に必要な出席議員の4分の3を下回り、否決された[6][7][8]。採決の内訳は以下のとおり。賛成：岩田晴義、長谷川淳、三宅祐司、後藤友紀、松原浩二、櫻井明、渡邉憲司。反対：村山博司、松本暁大、木下美津子[9]。
- 同日 - 櫻井明が議長に、三宅祐司が副議長に就任[8]。

2024年
- 2月8日 - 岩田晴義が辞職願を議長に提出し、即日許可された。岩田は2023年夏頃、インターネット上で別人になりすまし「小島の選挙を手伝って金をもらった」とする書き込みや発言をしたため、小島に名誉毀損容疑で県警に刑事告訴され、県警は同年11月、岩田の自宅などを同容疑で家宅捜索していた[10]。
- 2月27日 - 岐南町は、小島について99件のセクハラ行為があったと認定する第三者委員会の調査報告書を公表した[11]。
- 2月29日 - 小島は3月5日付での辞職を申し出る辞職届を櫻井議長に提出した[12]。
- 同日 - 町議会は、第三者委員会の調査で強制わいせつ罪に該当する可能性の行為があったことや、税金の差し押さえの情報を漏えいするなど地方税法に抵触する行為があったことなどの指摘を受け、町に対して警察に小島を告発するよう求める方針を決めた[13]。
- 3月29日 - 後藤友紀が、小島の辞職に伴う町長選に立候補するため辞職[14]。